# Ola (mythologie basque)
Ola est une forge où l'on travaille le minerai de fer. Cette pratique est une longue tradition en Pays basque, son importance économique et sociale a fortement marqué ce peuple.
Elles étaient de deux types :
Aizeola (forge à vent) ou Jentilola (forge des Jentil)
Urola (forge hydraulique)
Aizeola c'est la forge de montagne, implantée près d'un bois fournissant le combustible (charbon de bois) ou d'une mine (gisement de minerai), très souvent dans les montagnes à haute altitude. Ce type de forge a persisté jusque vers le XIVe siècle. On y faisait du fer fondu que l'on appelait arrabio.
C'est pour utiliser la force motrice des rivières que les anciens basques durent construire leurs forges dans le bas pays, près des rivières. On les appelle urola et elles succédèrent aux premières aizeola. On y fabriquait du fer pâteux que l'on appelle agoa et dont on extrait la scorie (zepa en basque) à coup de marteau (voir forge catalane). 

## Légendaire des forges
Dans toutes les mythologies, la forge et le forgeron occupent une place prépondérante, avec leurs dieux et héros (Héphaïstos-Vulcain, les Cyclopes...), maîtrisant les éléments : la terre, l'eau, l'air, le feu. Il en va de même au Pays basque.
Dans certains endroits, Saint Éloi est le patron des forgerons. Mais il existe un certain nombre de légendes attribuant le vol des secrets de fabrication de la scie, l'axe de la roue du moulin, la soudure du fer  etc. au Basajaun par Martintxiki (Martin petit), connu également sous le nom de San Martiniko. San (Saint) Martintxiki a été vénéré comme s'il s'agissait d'un saint patron des forgerons, inventeur ou initiateur de nouvelles techniques et outillages.
L'activité liée à la forge fut considérée comme un progrès technique de haute importance : elle libérait le peuple de l'emprise des pouvoirs despotiques. Ainsi, avec ses tenailles le forgeron réussit à vaincre les Jentils vantards qui tenaient la population soumise grâce à leur force herculéenne. À l'aide d'une barre de fer chauffée à blanc dans sa forge, un forgeron ôta la vie d'un monstre qui, depuis Murugain (Biscaye), venait périodiquement exiger des victimes humaines. On croit généralement que c'est grâce aux armes sorties de ces forges que l'on a pu bannir les génies maléfiques semant la terreur parmi la population.

## Étymologie
Aizeola de aize (« vent ») et ola (« forge »). Urola de ur (« eau ») et ola (« forge »).